# Polónyi Géza
Felsősztriczei Polónyi Géza (Zsitvakenéz, Bars vármegye, 1848. április 3. – Budapest, 1920. február 1.) magyar politikus, országgyűlési képviselő, a második Wekerle-kormány igazságügy-minisztere.

## Életpályája
A nemesi származású felsősztriczei Polónyi családnak a sarja. Édesapja felsősztriczei Polónyi Lajos (1814–1882), Keglevich István gróf gazdatisztje volt, anyja Gaál Klára (1833–1886) volt. Miután apja elszegényedett, Polónyi Gézát a nagybátyja, Polónyi Alajos esztergomi főkáptalan neveltette. Anyja a Majthényi-családdal állott rokonságban. Iskoláit Esztergomban, Komáromban, Pozsonyban és Nyitrán végezte. Érettségit Győrött tett a bencéseknél, ahol Méry Etel tanár irodalmi kört alakított, amelynek Polónyi a jegyzője és egyúttal a kör által kiadott Reménybimbók című lapnak a szerkesztője volt. Polónyi Géza Pozsonyban is irodalmi kört alakított. Ebből került ki Endrődi Sándor is, akinek az első költeményeit Polónyi bírálta meg és küldötte be a Sárosi Lapoknak.
1869-ben  egyéves önkéntesként a haditengerészetnél tett eleget hadkötelezettségének. A jogi akadémia elvégezése után letette a bírói vizsgát is. 1871-ben joggyakornok lett a királyi táblánál, s még ugyanabban az évben ügyvédi, majd váltóügyvédi vizsgát tett, 1872 januárjában ügyvédi irodát nyitott a fővárosban, ahol a törvényhatósági választásokon megválasztották a törvényhatósági bizottság tagjává. Az 1881-es választásokon Szolnokon függetlenségi programmal képviselőnek választották. Ebben az időszakban hírlapírással is foglalkozott és szerkesztője volt az időközben megszűnt Nemzeti Újságnak.
Az 1884-es választásokon nem jutott be a parlamentbe, de egy 1886-os időközi választáson a németújvári kerületben mégis sikerült újból mandátumot nyernie. Az 1887-es választásokon már a hajdúszoboszlói kerületben indult, amit az 1887-es, az 1892-es és az 1896-os választásokon is megnyert. A parlamentben interpellációival tűnt fel s csakhamar egyik kiváló szószólója lett a Függetlenségi és Negyvennyolcas Pártnak, amelynek egy ideig alelnöke is volt. Nagy szerepe volt a polgári házasság, a Szapáry-kormány közigazgatási reformja és az 1889. évi véderőtörvény vitájában.
Az 1901-es választásokon kerületében alulmaradt, de 1903 áprilisában megnyerte a kézdivásárhelyi időközi választást, így két év kihagyás újra visszatérhetett a parlamentbe, ahol csakhamar az 1903. évi parlamenti obstrukció egyik vezére lett. A Függetlenségi Párt jobbszárnyának nézeteit képviselte a nemzetiségi kérdésben. Az 1905-ös választásokon ismét a kézdivásárhelyi kerületben választották meg, pártja pedig története során először megnyerte a választásokat. Az eredmény súlyos belpolitikai válságot szült, melynek megoldására hosszas tárgyalások után végül 1906 áprilisában előkészítette I. Ferenc Józseffel a megegyezést, amelynek ára a szövetkezett ellenzék programjának feladása volt.
Az 1906-os választásokon már Budapest IV. kerületében (ez a mai V. kerület, azaz Budapest belváros) választották meg. Az április 8-án megalakult második Wekerle-kormányban az igazságügy-miniszter lett. 1907 elején több magánéleti botránnyal is megvádolták, ami miatt 1907. február 2-án lemondani kényszerült (a vádlót, Lengyel Zoltán képviselőt utólag a bíróság rágalmazásért elítélte) Lemondása után  Polónyi meglehetősen ellenségesen viselkedett a kormány tagjaival, többek között ifj. Andrássy Gyula belügyminiszterrel szemben, még 1907 végén ki is lépett a Függetlenségi Pártból.
Az 1910-es választásokon már pártonkívüli 48-asként indult a lévai kerületben, melyet meg is nyert. 1918 és 1920 között a Fővárosi Közmunkák Tanácsa elnöke volt. A Tanácsköztársaság idején internálták.

## Házassága és leszármazottjai
Feleségül vette Steinitzer Anna (1854. – Budapest, 1937. december 14.) úrhölgyet, akinek a szülei Steinitzer Pál és Altmann Anna (1817–1904) aradi háztulajdonosnő voltak. Polonyi Géza és Steinitzer Anna házasságából 11 gyermek született, ebből három érte meg a felnőttkort. 
- dr. Polónyi Dezső (Budapest, 1875. március 12.–Budapest, 1933. szeptember 6.), ügyvéd, országgyűlési képviselő.[5] Felesége Machnicky Mária.
- Polónyi Gyula (Budapest, 1878. április 23. – ?)
- Polónyi Vilma Anna Margit (Budapest, 1887. június 24. –?). Férje: dr. Boronkay Dénes János József (Budapest, 1875. november 2. –?), ügyvéd. Polonyi Vilma és Boronkay Dénes frigyéből született Boronkay Lajos a 2. székely önálló hegyi huszárszázad kapitányaként esett el a második világháborúban.[6]

## Főbb műve
- Birtokpolitika (Budapest, 1916)